# Hattapa
Hattapa (Macaca radiata) är en primat i släktet makaker som förekommer i Indien. Nament syftar på den hattliknande hårtofsen på huvudet.

## Kännetecken
Med en vikt mellan 2,5 och 8 kg är hattapan en av de mindre makakerna. Den korta pälsen är på ryggen gråbrun och på buken vitaktig. På huvudet finns två svarta och två bruna hårtofsar som skiljas åt av en mittbena. Ansiktet saknar hår och har en brun färg. Vuxna individer blir 35 till 60 cm långa och därtill kommer en 35 till 68 cm lång svans.

## Utbredning och habitat
Utbredningsområdet sträcker sig över södra Indien. Regionens norra gräns ligger i södra Maharashtra samt i norra Andhra Pradesh. Hattapan vistas främst i skogar och öppna landskap upp till 2 000 meter över havet, sällan når den höjder upp till 2 600 meter.

## Levnadssätt
Individerna är aktiva på dagen. De vistas tidvis på marken men vilar vanligen uppe i träd. Hattapor bildar större grupper (i genomsnitt 30 individer) av några vuxna hannar och nästan dubbelt så många honor. Hannarna etablerar en fast hierarki, dominerande hannar får företräde vid födan och pälsvården. Honor stannar vanligen i gruppen där de föddes men hannar måste lämna sin flock när de blir könsmogna.
Födan utgörs främst av frukter, frön, gräs och insekter.
I motsats till andra makaker förstoras inte individernas stjärt kring könsdelarna när de blir parningsberedda. Dräktigheten varar i 150 till 170 dagar och sedan föds oftast ett enda ungdjur. Ungarnas uppfostring sköts bara av honorna. Efter ungefär 6 till 7 månader slutar honan att ge di och efter 2,5 till 7 år är ungarna könsmogna. Livslängden i naturen går vanligen upp till 20 år, enskilda individer kan bli upp till 35 år gamla.

## Hattapan och människor
Arten har i viss mån anpassat sig till människan. Ofta hittar den sin föda i fruktodlingar eller på fält. I närheten av byar och religiösa tempel syns hattapor ganska ofta. Arten hotas främst genom skogsavverkningar som minskar levnadsområdet. Individer som hämtar sin föda i odlade områden betraktas som skadedjur och bekämpas. En del faller offer för trafiken när motorvägar breddas. Infångade hattapor friges ofta längre bort från den ursprungliga platsen, vilket påverkar den sociala strukturen i flockarna negativt. Uppskattningsvis har hela beståndet minskat med 30 procent under de senaste 30 till 36 åren (tre generationer räknat från 2015). I begränsade områden skedde en minskning med 60 procent. IUCN listar arten som sårbar (VU).